# Avenida Makarios
La Avenida Makarios (en griego: Λεωφόρος Αρχιεπισκόπου Μακαρείου; en turco: Makarios Caddesi) es una avenida en el centro de Nicosia, Chipre, que cubre una distancia de 2 kilómetros (1.2 millas). La calle comienza en el cruce de la avenida hasta la avenida Evagoras Aglandjia, y lleva el nombre del primer presidente de Chipre el Arzobispo Makarios III. En tiempos coloniales la Avenida Makarios fue llamada calle Plutón. Fue la principal carretera de Limassol, llena de edificios residenciales, como la Mansión Lyssiotis construida en 1928 y ahora es la sede central del Banco Nacional de Grecia en Chipre.